# Domenico Maria Sala
Domenico Maria Sala, o Domenico Maria Salle (Roveredo, 5 settembre 1727 – Eichstätt, 26 febbraio 1808), fu l'ultimo architetto capo del vescovato di Eichstätt.
Era figlio di Giovanni Giuseppe Sala (o Salle), che lavorava come Aedilis alla corte di Stoccarda.

## Biografia
Dal 1756 egli lavorò alle dipendenze del direttore delle costruzioni del vescovato di Eichstätt, Maurizio Pedetti e nel 1769 divenne architetto del Capitolo del Duomo di quella città. In quella veste egli poté ispezionare le chiese danneggiate, scrivere perizie in merito, prescrivere demolizioni parziali o totali, progettare ricostruzioni e ristrutturazioni, dirigendone poi i lavori. Egli fu impegnato soprattutto nelle grosse misure di ristrutturazione del Castello di Hirschberg e dell'ex collegio dei gesuiti di Eichstätt.
Nel 1765 sposò a Mörsach, presso Ornbau (secondo quanto emerge dai registri parrocchiali della parrocchia di Santa Maria), ov'era impegnato nella costruzione di uffici, Anna Maria Glezganin di Ornbau.
Verso la fine degli '90 prese il posto di direttore delle costruzioni del vescovato di Eichstätt, lasciato libero da Maurizio Pedetti, e fu l'ultimo a ricoprire tale carica.
Al momento della secolarizzazione, avvenuta fra il 1803 ed il 1806, che portò alla fine dell'attività del vescovato, egli aveva ormai raggiunto un'età avanzata.

## Opere
- 1756–58 Bergen bei Neuburg, Santuario della Santissima Croce, ristrutturazione insieme a Martin Buchtler secondo il progetto del direttore dei lavori del vescovato Giovanni Domenico Barbieri;
- 1758 Berching, Chiesa parrocchiale cattolica cittadina dell'Assunta (insieme a  Christoph Köpf o Kopp);
- 1760/61 Kottingwörth, Chiesa parrocchiale cittadina di San Vito (sotto la direzione dei lavori dell'architetto capo Giovanni Domenico Barbieri);
- 1760–64 Castello di Hirschberg, ristrutturazione effettuata sotto la direzione di Maurizio Pedetti;
- 1764 Ornbau, uffici progettati da Maurizio Pedetti (restaurati successivamente nel 1860; dal 1876 edificio scolastico);
- 1770 Pleinfeld, chiesa di San Nicola, progetto di restauro;
- 1771/72 Lippertshofen, chiesa cattolica di Stan Giorgio, nuova costruzione secondo progetto proprio;
- 1772–74 Eichstätt, Collegium Willibaldinum, costruzione dell'ala est e dell'ampliamento a sud;
- 1783 Eichstätt, costruzione della propria casa a Schießstättberg (oggi casa-Nr. 4)
- 1792 Egweil, restauro della chiesa cattolica parrocchiale di San Martino;
- 1792 Wettstetten, restauro della torre campanaria della chiesa parrocchiale cattolica di San Martino;
- 1793 Böhmfeld, cornicione e cupola della torre campanaria della chiesa parrocchiale cattolica di San Lorenzo;
- 1793 Irgertsheim (frazione di Ingolstadt, rinnovo della cupola della torre campanaria della chiesa cattolica di San Lorenzo secondo suo progetto;
- 1798 Ochsenfeld (frazione di Adelschlag), ristrutturazione della chiesa parrocchiale cattolica di San Nicola.